# Sadeillan

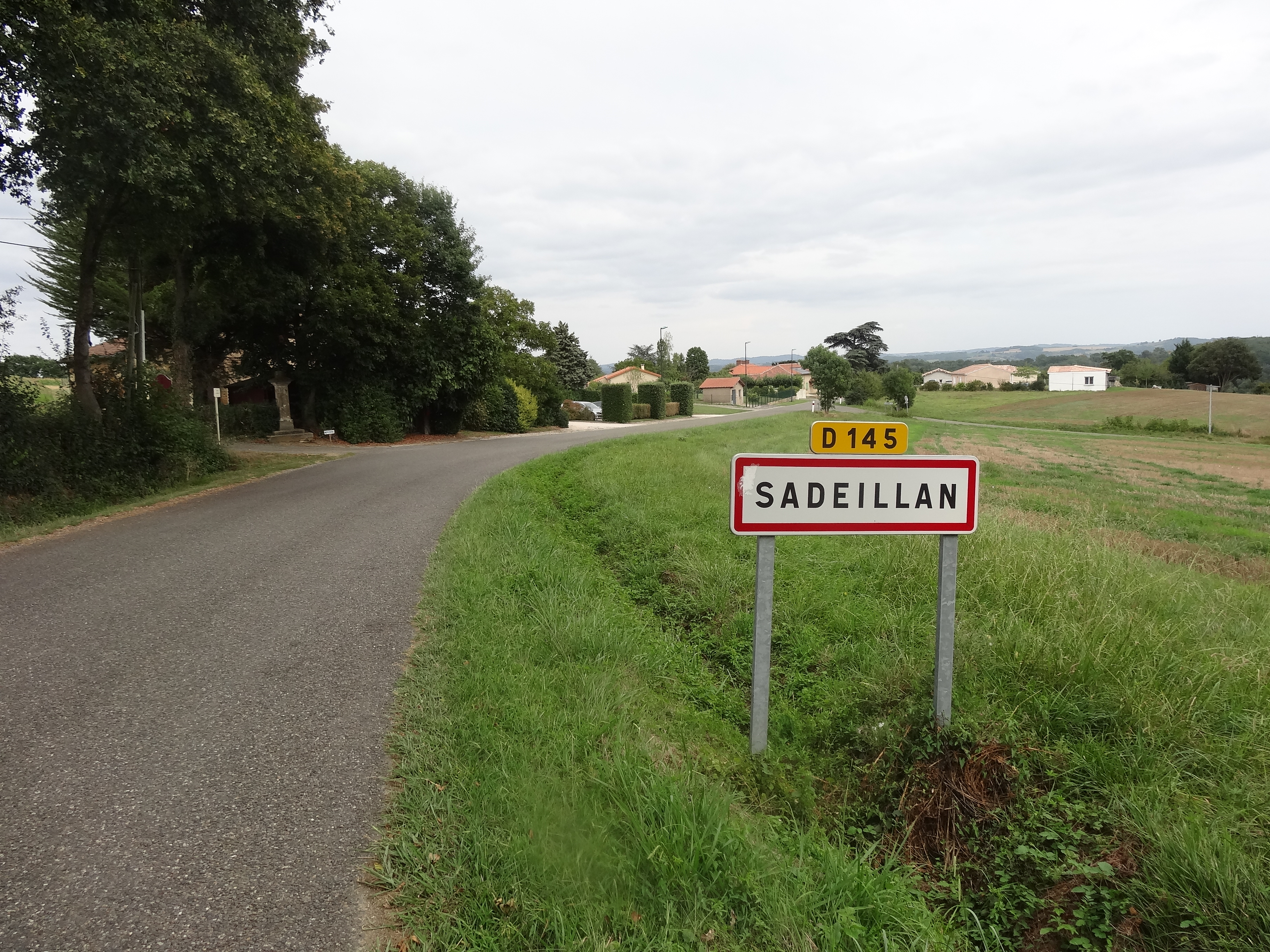
Placa na chegada de Sadeillan

Sadeillan é uma comuna francesa na região administrativa de Occitânia, no departamento de Gers. Estende-se por uma área de 5,92 km². Em 2010 a comuna tinha 89 habitantes (densidade: 15 hab./km²).